# Sandra Ezekwesiliová
Sandra Sopuluchukwu Ezekwesili je nigerijská novinářka a mediální osobnost. V současné době moderuje rozhlasový pořad o zpravodajství a aktuálních událostech „Hard Facts“ (Tvrdá fakta) na stanici Nigeria Info 99,3FM v Lagosu v Nigérii.

## Raný život a kariéra
Sandra se narodila v Port Harcourtu a pochází z Nara-Unateze v Nigérii. Prvních sedm let svého života strávila v Enugu, kde absolvovala mateřskou a základní školu NAOWA (Asociace manželek důstojníků nigerijské armády). V roce 1997 se s rodinou přestěhovala za svým otcem do Port Harcourtu v Nigérii.
Během jejího studia na univerzitě se konala dlouhá stávka přednášejících, díky čemuž měla spoustu volného času. Tento čas se Sandra rozhodla využít ke stáži v Enugu State Broadcasting Service (ESBS), kde se brzy dostala do popředí zájmu jako moderátorka. Když se později obnovil provoz univerzity, vedoucí stanice ESBS Sandru požádal, aby se vrátila, až získá titul.
Vystudovala Státní univerzitu vědy a techniky v Enugu, obor masmediální komunikace, a poté začala pracovat pro televizi státu Katsina v severní Nigérii. Později se vrátila na jih, kde pracovala pro rádio Bayelsa a Ray Power FM Yenogoa.

## Cool FM
Sandra se dostala do povědomí Cool FM Port Harcourt, když nahrála na svůj chytrý telefon nahrávku z konkurzu. Byla pozvána na řádný konkurz a v březnu 2013 byla přijata.
Rychle se stala oblíbenou osobností v éteru, která během prvního roku svého působení v Cool FM získala nebo byla nominována na řadu ocenění. Patří mezi ně i ocenění Ženská osobnost roku v éteru, které jí v srpnu 2014 udělila Ohanaeze Ndi Igbo a v roce 2015 jí byla udělena cena Nadace Stefana Piottiho.

## Nigeria Info
V listopadu 2018 Sandra přešla z rozhlasové stanice Cool FM Port Harcourt na sesterskou stanici Nigeria Info 99,3FM Lagos, která se zabývá zpravodajstvím a aktuálními tématy. Stala se moderátorkou pořadu "Hard Facts", večerního diskusního pořadu této stanice (od 15 do 19 hodin). Tento pořad je v současné době na druhém místě v tomto vysílacím čase.

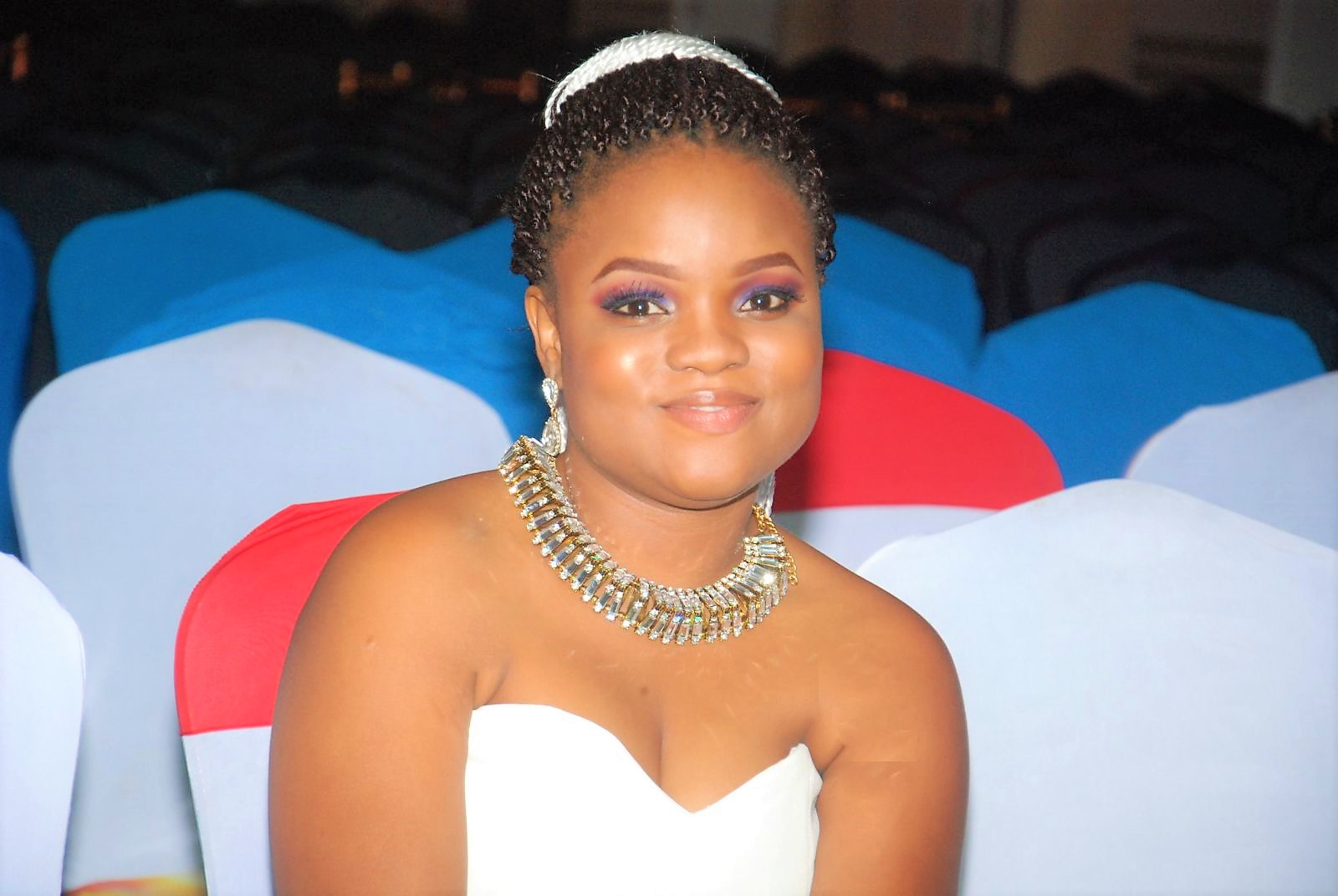
Cool FM Praise Jam 2015

## Další aktivity
Sandra je uznávanou moderátorkou a konferenciérkou různých akcí. Je také veřejnou řečnicí a v roce 2014 přednesla přednášku na TedxYouth.
Po sexuálním napadení jedné z účastnic ve spánku jiným účastníkem pořadu Big Brother Nigeria se Sandra stala zarytou zastánkyní „výchovy k souhlasu“ v Nigérii a stále hlasitěji vystupuje proti sexuálnímu obtěžování.